# Rue du Docteur-Leray
Ne doit pas être confondu avec Rue du Docteur-Leroy.
La rue du Docteur-Leray est une voie du 13e arrondissement de Paris située dans le quartier de la Maison-Blanche.

## Situation et accès
La rue du Docteur-Leray est desservie à quelque distance par la ligne 7 à la station Maison Blanche.

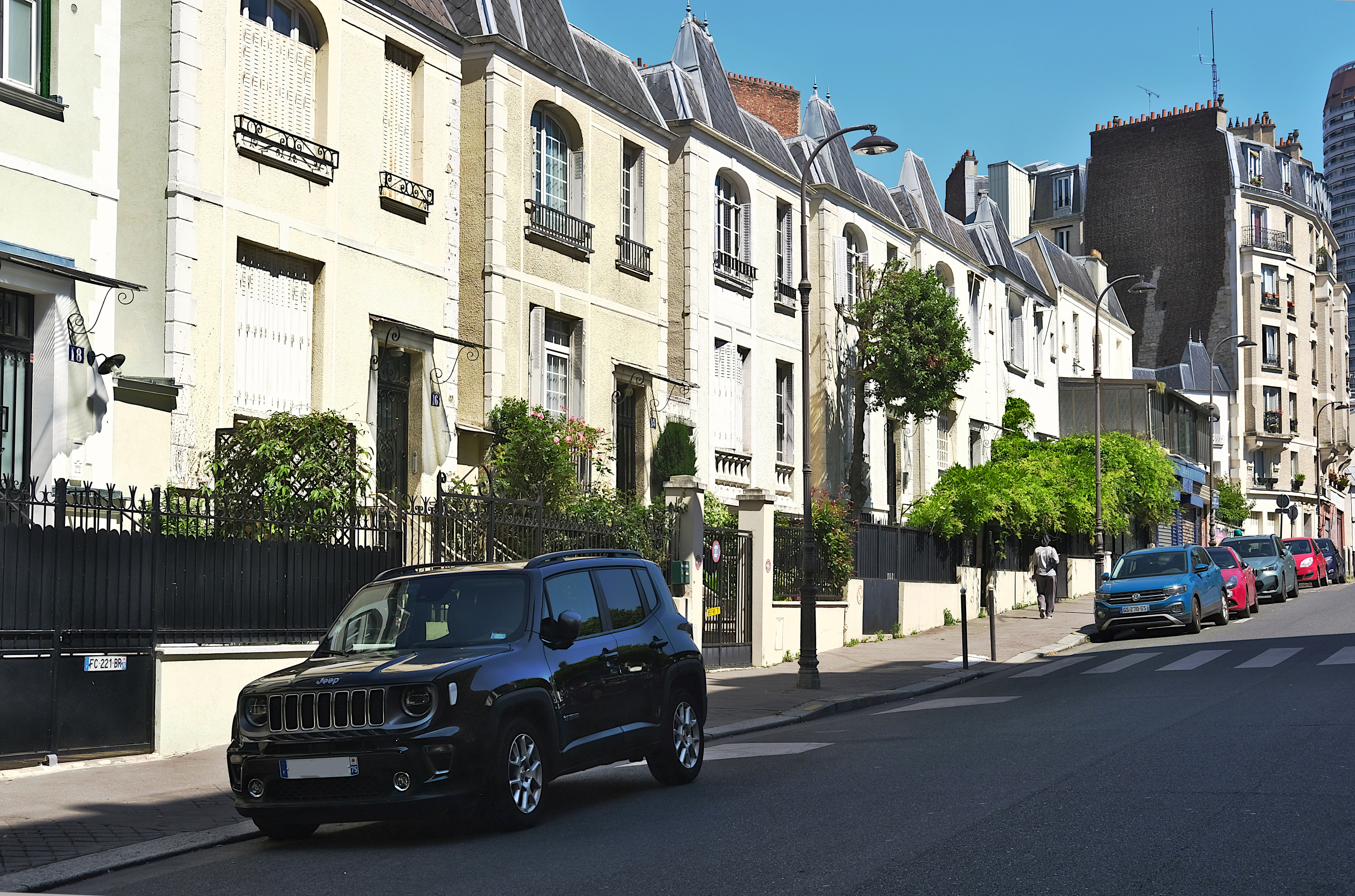
La rue du Docteur-Leray en direction de la rue Damesme.
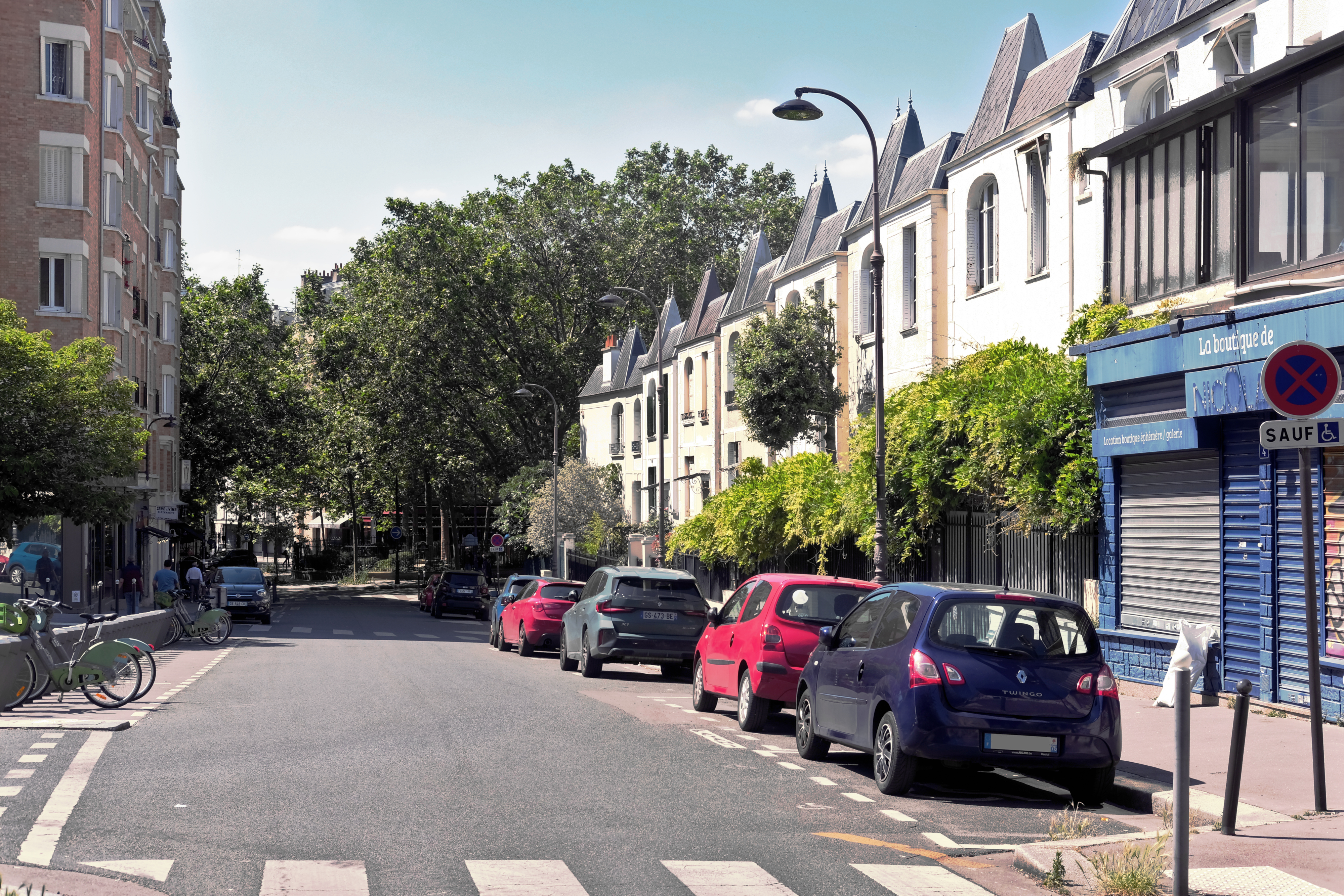
La rue du Docteur-Leray en direction de la place de l'Abbé-Georges-Hénocque.

## Origine du nom
Comme de nombreuses autres rues portant des noms de médecins dans cette zone située à proximité de l'ancien hôpital de la Croix-Rouge, devenu depuis hôpital privé des Peupliers, elle prend le nom du docteur Adolphe Leray.

## Historique
Cette rue est ouverte par la ville de Paris en 1917 et prend sa dénomination actuelle le 2 octobre 1924.

## Bâtiments remarquables et lieux de mémoire
Cette rue possède, sur le côté pair, de nombreuses maisons de ville semblables avec jardins ainsi que de nombreux exemples de street art. Ce type d'habitation se retrouve sur une voie voisine, la rue Dieulafoy. Sur le côté impair, le bâti est plus hétéroclite, avec en son milieu la place en demi-lune, Jean-Delay.
La numérotation de la rue commence du côté de la rue Damesme.

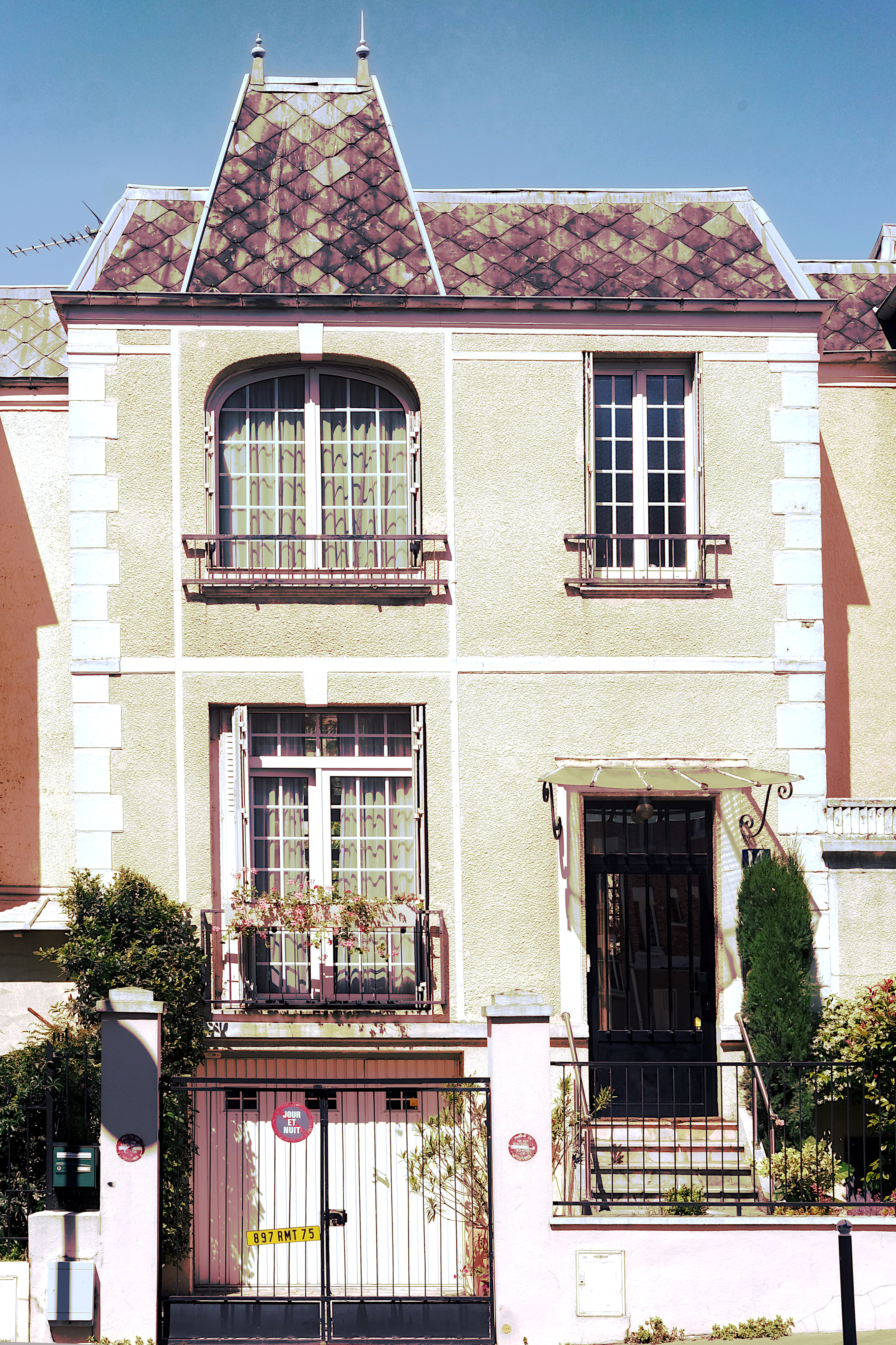
Petite maison de ville.
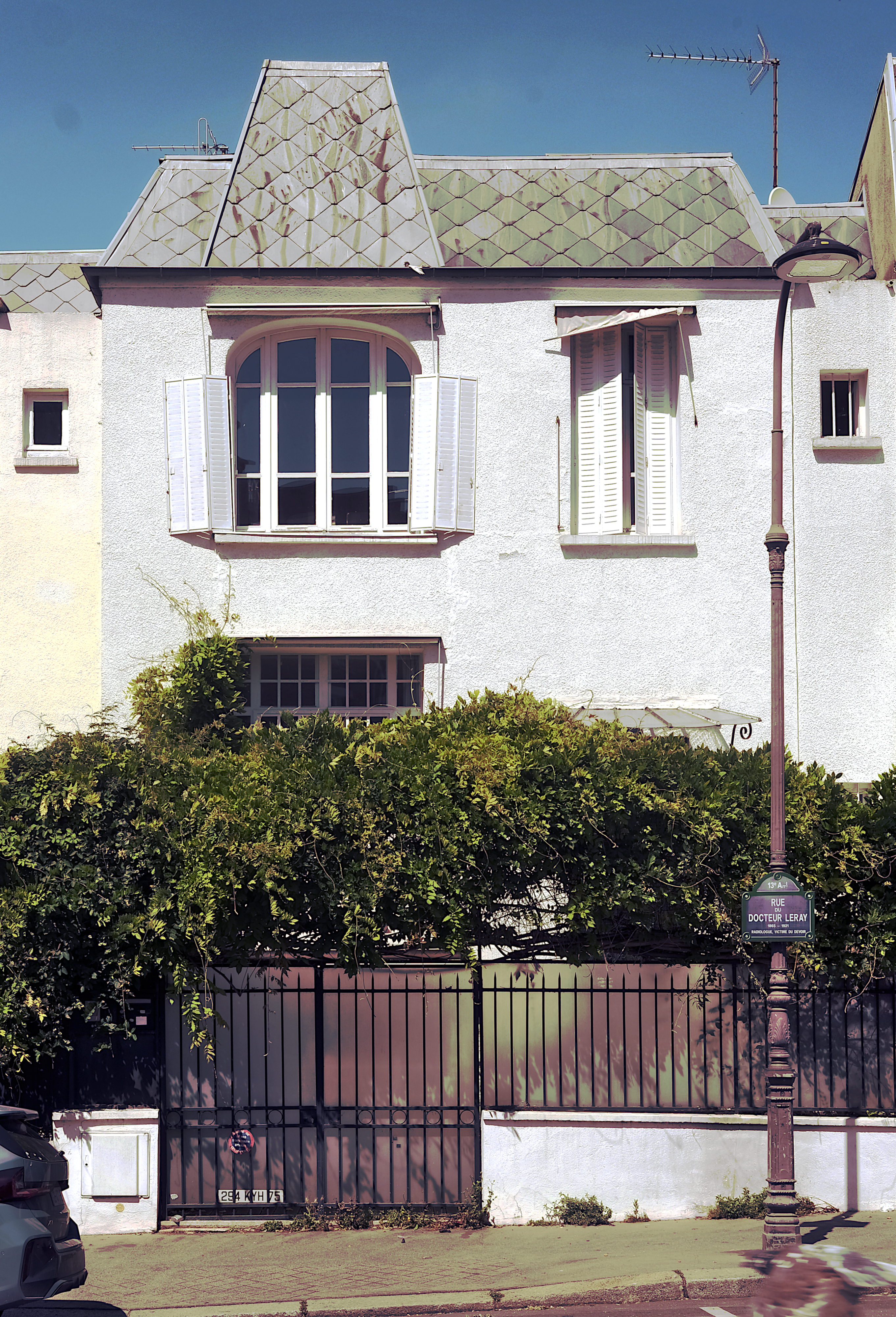
Autre maison, quasiment identique à la première.

Échoppes décorées de la rue.
Street art sur un mur.